# Acrocyrtidus simianshanensis
Acrocyrtidus simianshanensis är en skalbaggsart som beskrevs av Fernando Chiang och Chen 1994. Acrocyrtidus simianshanensis ingår i släktet Acrocyrtidus och familjen långhorningar. Inga underarter finns listade i Catalogue of Life.